# Keith Jenkins
Keith Jenkins (* 7. Mai 1943) ist ein britischer Historiker. Er vertritt eine postmoderne Sichtweise auf die Geschichte, ähnlich wie der amerikanische Historiker Hayden White. Bis 2008 war Jenkins Professor für Geschichtstheorie an der University of Chichester, die erst 2005 zur Universität aufgestiegen war.
Jenkins stammt aus einer Arbeitergegend in Derbyshire mit sehr einfachen Lebensbedingungen und versuchte eine Zeit eine Karriere als Radfahrer. Dann studierte er mittelalterliche und moderne Geschichte sowie Politikwissenschaft an der lokalen University of Nottingham. In seinem Werk sieht er jede historische Leistung als narrative Geschichte an, die stark von den Weltsichten und ideologischen Positionen des Historikers selbst geprägt wird. Eine Grenze bildet nur die von allen anerkannte historische Evidenz ihrer Arbeiten. Die Mehrdeutigkeit der Geschichte ist unabweisbar. Diese erkenntnisskeptische Position folgte dem niederländischen Postmodernisten Frank Ankersmit, sie wurden u. a. von Richard J. Evans kritisiert im Buch In Defense of History (1997). Auch Perez Zagorin widersprach den postmodernen Kritikern.

## Werke
- Re-thinking History (1991), 3. Aufl. Routledge 2003, ISBN 978-0-415-30443-6.
- What is History (1995)
- The Postmodern History Reader (1997)
- Why History? Ethics and Postmodernity (1999)
- Refiguring History (2003)
- The Nature of History Reader (2004)
- At the Limits of History (2009), ISBN 978-0-415-47236-4.

## Einzelbelege
1. ↑  Alexander Macfie: Keith Jenkins Retrospective | Reviews in History. Abgerufen am 24. November 2021 (englisch).
2. ↑  Richard J. Evans: Fakten und Fiktionen über die Grundlagen historischer Erkenntnis. Frankfurt am Main 1998, ISBN 978-3-593-36058-4.

| Personendaten    | Personendaten         |
| ---------------- | --------------------- |
| NAME             | Jenkins, Keith        |
| KURZBESCHREIBUNG | britischer Historiker |
| GEBURTSDATUM     | 7. Mai 1943           |